# Chlum (Benešovská pahorkatina, 562 m)
Chlum (562 m n. m.) je vrchol v České republice ležící v Benešovské pahorkatině.

## Poloha
Chlum se nachází v jihozápadním cípu Benešovské pahorkatiny v zalesněném hřbetu mezi obcemi Lom a Mužetice asi sedm kilometrů jihovýchodovýchodně od Blatné. Vrcholová plošina v nadmořské výšce asi 550 m tvoří protáhlý asi 1 km dlouhý hřbítek orientovaný východozápadním směrem přičemž se na jeho okrajích se nachází dvojice nízkých návrší překonávajících výšku 560 m. Kóta 562 Chlum se nachází na západním návrší. Svahy Chlumu klesají do okolní krajiny nepříliš prudce ve všech směrech kromě jihozápadu, kde se nachází sedlo v nadmořské výšce přibližně 540 m, které jej odděluje od sousedních vrcholů v rámci hřbetu.

## Vodstvo
Chlum spadá do povodí Lomnice, která je levým přítokem Otavy. V mělkém žlebu jižně od vrcholu se nachází pramen Jarotického potoka.

## Vegetace
Masív Chlumu z větší části zalesněn. V porostu převažuje smrk ztepilý, vtroušeny jsou ale četné listnaté i jehličnaté druhy. Souvislejší nevelké lokality zde vytváří pouze borovice lesní. Lesní porost je rozrušen četnými pasekami. Díky jedné je z vrcholu omezený výhled východním směrem.

## Stavby
Do jihovýchodního svahu Chlumu stoupá zástavba osady Důl, v severním svahu se nachází samota s hájovnou nesoucí stejný název jako vrch.

## Komunikace
Blízkostí kóty prochází neznačená lesní cesta spojující jihozápadní sedlo se samotou Chlum. Lesními cestami různé kvality jsou obsluhovány i svahy vrchu. Jihozápadním sedlem je též vede zeleně značená turistická trasa 3323 spojující Sedlice a Škvořetice.